# Solidago lancifolia
Solidago lancifolia là một loài thực vật có hoa trong họ Cúc. Loài này được (Torr. & A.Gray) Chapm. miêu tả khoa học đầu tiên năm 1860.